# Хмельницька міська премія імені Богдана Хмельницького
Хмельницька міська премія імені Богдана Хмельницького (далі – премія) – творча відзнака мешканцям міста Хмельницького за вагомий внесок у розвиток літератури та журналістики, культури й мистецтва.

## Історія премії
Ідея заснування міської премії виникла в 1994 році й належала міському голові Чекману Михайлу Костянтиновичу.
Пропозиція була підтримана міськвиконкомом Хмельницької міської ради й затверджена його рішенням від 26 лютого 2015 р. №118.
Підстава для запровадження міської премії -  визнання непересічної ролі Богдана Хмельницького у визвольній боротьбі українського народу, зокрема, на Подільській землі. Крім того, увічненням імені славетного українця стало перейменування в 1954 році міста Проскурова у Хмельницький.
Премію присуджують щорічно трудовим і творчим колективам, громадським організаціям і жителям міста.

## Положення про премію
Нагородження міською премією визначається рішенням виконавчого комітету міської ради на основі протоколу ради про визначення кандидатів, що є підставою для здійснення виплат відповідних сум лауреатам.

### Номінації
Премію присуджують у шести номінаціях:
У галузі літературної діяльності, популяризації української мови:
- за вагомі літературні видання;
- популяризацію української мови та літератури.

У галузі журналістики:
- за високу професійну майстерність;
- вагомі здобутки в медіасфері.

У галузі образотворчого та декоративно-ужиткового мистецтва:
- за високу професійну майстерність;
- активну виставкову діяльність;
- вагомі здобутки в розвитку та популяризації образотворчого та декоративно-ужиткового мистецтва.

У галузі музичного мистецтва та фольклору:
- за високу професійну майстерність;
- активну концертну діяльність;
- популяризацію українського національного музичного мистецтва, дослідження фольклору.

У галузі хореографії: 
- за високу виконавську майстерність;
- вагомі здобутки у розвитку та популяризації хореографічного мистецтва.

У галузі режисури та театрального мистецтва: 
- за високу професійну та виконавську майстерність;
- вагомі творчі здобутки в режисурі та постановці культурно-мистецьких проєктів.

## Створення Ради щодо визначення кандидатів
Для організації роботи з розгляду документів щодо визначення кандидатів на здобуття премії утворюється Рада, яку очолює заступник міського голови. Організаційне забезпечення роботи Ради здійснює управління культури й туризму міської ради.
Склад Ради:
- керівники галузевих управлінь міської ради;
- діячі культури і мистецтва;
- керівники провідних мистецьких колективів;
- голови організаційних комітетів творчих спілок України.

Члени ради працюють на громадських засадах.

### Завдання Ради
- розглядає подання про присудження премії у кожній номінації;
- проводить відбір кандидатур на здобуття премії у кожній номінації;
- має право збільшувати в окремих випадках кількість лауреатів в одній із номінацій за рахунок інших, але в межах загальної кількості номінацій;
- до 1 вересня має право вносити пропозиції виконавчому комітету міської ради щодо кандидатів на здобуття премії.

### Форма роботи Ради
Основна форма роботи Ради – засідання, які проводить голова або за дорученням голови Ради – його заступник. Рішення Ради про висунення кандидатів на здобуття премії приймається таємним голосуванням більшістю голосів присутніх членів і фіксується у протоколі засідання Ради. У разі, якщо при голосуванні результати розподілилися порівну, то голос голови  є вирішальним.

### Кандидатури на здобуття премії
Кандидатури висуваються установами та організаціями всіх форм власності, творчими колективами, громадськими організаціями, культурологічними товариствами, об’єднаннями громадян, які щорічно до 1 серпня подають управлінню культури і туризму міської ради такі документи:
- характеристику кандидата на здобуття премії, у якій висвітлюються його досягнення відповідно до номінації, за якою висувається кандидат (у разі висунення колективу – відомості про досягнення колективу) за підписом керівника, скріпленим печаткою;
- копію довідки про присвоєння ідентифікаційного коду (у разі висунення колективу – копію зазначеної довідки керівника колективу);
- копію паспорта (у разі висунення колективу – копію паспорта керівника колективу).

### Особливі умови нагородження
Повторно премію можуть присуджувати за нові визначні досягнення в номінаціях, але не раніше, ніж через три роки після попереднього присудження. 

### Розмір премії
Грошова частина становить 2000 (дві тисячі) грн. у кожній номінації. Фінансування видатків, пов’язаних із нагородженням лауреатів, здійснюється шляхом асигнувань, передбачених управлінню культури й туризму міської ради в міському бюджеті.

### Умови вручення
Особі (або колективу), відзначеній (відзначеному) міської премії міський голова або за його дорученням заступником міського голови під час святкування Дня міста вручає диплом, нагрудний знак лауреата міської премії та грошову винагороду.

## Лауреати міської премії 2017 року
Відзначення міською премією імені Богдана Хмельницького дає можливість ушанувати кращих представників творчої інтелігенції міста та популяризувати їх творчість.
Лауреати 2017 року:
у галузі літературної діяльності, популяризації української мови:
Мацько Віталій Петрович – член Національної спілки письменників України, доктор філологічних наук, професор, завідувач кафедри української мови та літератури Хмельницької гуманітарно-педагогічної академії за книгу «Українська література: людина – світ – час»;
у галузі журналістики:
Цимбалюк Михайло Петрович - член Національної спілки журналістів України, член Національної спілки письменників України за високу професійну майстерність, вагомі здобутки у медіасфері;
у галузі образотворчого та декоративно-ужиткового мистецтва:
Корницька Лариса Анатоліївна – майстер народного мистецтва, доцент кафедри теорії та методики трудового і професійного навчання Хмельницького національного університету, кандидат педагогічних наук, член Національної спілки майстрів народного мистецтва України, член Спілки дизайнерів України за високу професійну майстерність, вагомі здобутки у науково-педагогічній діяльності, особистий внесок у розвиток і популяризацію образотворчого та декоративно-ужиткового мистецтва в місті Хмельницькому;
у галузі музичного мистецтва та фольклору:
Цуркан Людмила Єгорівна – завідувачка відділу народних інструментів, викладачка класу акордеона Хмельницької дитячої музичної школи №1 імені М. Мозгового за високу професійну майстерність, естетичне виховання підростаючого покоління, вагомий особистий внесок у розвиток та популяризацію музичного мистецтва у місті Хмельницькому;
у галузі хореографії:
Карачковська Інна Славівна - керівник зразкового ансамблю народного танцю «Калина» Хмельницького центру національного виховання учнівської молоді за високий професіоналізм, особистий внесок у розвиток та популяризацію хореографічного мистецтва у місті Хмельницькому;
у галузі режисури та театрального мистецтва:
Гусаков Дмитро Сергійович – режисер народного аматорського театру «Дзеркало» Хмельницького міського будинку культури за високу професійну майстерність, творчу діяльність, значний особистий внесок у розвиток театрального мистецтва у місті Хмельницькому.